# Twin Peaks (hudební skupina)
Twin peaks je pětičlenná kapela hrající garage rock. Vznikla v roce 2009 v Chicagu.

## Členové
- Cadien Lake James - zpěv, kytara, frontman si přezdívá BIG TUNA
- Clay Frankel - kytara, zpěv
- Jack Dolan - baskytara, zpěv
- Connor Brodner - bicí
- Colin Croom - klávesy, kytara, zpěv

## Diskografie
Na kapele je mimo jiné i unikátní to, že téměř všichni členové píší texty a zpívají. Někdy je bez nápovědy složité určit kdo píseň zpívá. Z tohoto důvodu se u každé písně uvádí její konkrétní autor.

### Sunken (2013)
- Baby Blue - Cadien Lake James
- Natural Villain - Cadien Lake James
- Fast Eddie - Clay Frankel
- Out of Commission - Cadien Lake James
- Stand in the Sand - Cadien Lake James
- Irene - Cadien Lake James
- Boomers - Jack Dolan
- Ocean Blue - Cadien Lake James

### Wild Onion (2014)
- I Found A New Way - Clay Frankel
- Strawberry Smoothie - Cadien Lake James
- Mirror of Time - Cadien Lake James
- Sloop Jay D - Jack Dolan
- Making Breakfast - Clay Frankel
- Strange World - Cadien Lake James
- Fade Away - Jack Dolan
- Sweet Thing - Clay Frankel
- Stranger World - nikdo nezpívá, složil Cadien Lake James
- Telephone - Cadien Lake James
- Flavor - Cadien Lake James
- Ordinary People - Cadien Lake James
- Good Lovin’ - Clay Frankel
- Hold On - Cadien Lake James
- No Way Out - Cadien Lake James
- Mind Frame - Cadien Lake James

### Down In Heaven (2016)
- Walk To the One You Love - Cadien Lake James
- Wanted You - Clay Frankel
- My Boys - Jack Dolan
- Butterfly - Clay Frankel
- You Don’t - Cadien Lake James
- Cold Lips - Clay Frankel
- Heavenly Showers - Clay Frankel
- Keep It Together - Colin Croom
- Getting Better - Jack Dolan
- Holding Roses - Clay Frankel
- Lolisa - Cadien Lake James
- Stain - Clay Frankel
- Have You Ever - Clay Frankel

## Vlivy
- The Black Lips
- The Pixies
- The Smith Westerns
- White Mystery